# 아메리카홍머리오리
아메리카홍머리오리는 기러기목 오리과에 속하는 새이다.

## 생김새
수컷은 이마에서 뒷머리가 흰색이고 눈 주위가 뒷머리까지 녹색이다. 얼굴 아래쪽은 흑갈색 반점들이 있다. 가슴과 옆구리는 갈색이다. 암컷은 홍머리오리와 매우 유사하지만 전체적으로 색이 옅고 날 때 흰색 줄무늬가 보인다. 

## 생태
북아메리카 북부에서 번식하고 아메리카 중부, 멕시코, 서인도제도 등에서 월동한다. 한국에서는 제주도, 시화호, 낙동강 등지에서 드물게 발견된다.